# Шульц, Эмиль
Эмиль Шульц (нем. Emil Schulz; 25 мая 1938 — 22 марта 2010, Кайзерслаутерн, Германия) — западногерманский боксёр, серебряный призёр Олимпийских игр в Токио (1964).
Пятикратный чемпион ФРГ в среднем весе (1960—1964), в 1961 году стал пятым на чемпионате Европы в Белграде; в 1963 году — бронзовый призёр континентального первенства в Москве.
На Олимпиаде 1964 года в Токио дошёл до финала, уступив Валерию Попенченко и стал серебряным призёром.
В 1965 году тяжело заболел и был вынужден оставить большой спорт.